# Mongoloraphidia (Mongoloraphidia) kashmirica
Mongoloraphidia (Mongoloraphidia) kashmirica is een kameelhalsvliegensoort uit de familie van de Raphidiidae. De soort komt voor in India en Pakistan.
Mongoloraphidia (Mongoloraphidia) kashmirica werd voor het eerst wetenschappelijk beschreven door H. Aspöck et al. in 1982.